# Molophilus arapahoensis
Molophilus arapahoensis är en tvåvingeart som beskrevs av Alexander 1958. Molophilus arapahoensis ingår i släktet Molophilus och familjen småharkrankar. Inga underarter finns listade i Catalogue of Life.